# Эмисский наслег
Эмисский наслег — сельское поселение в Амгинском улусе Якутии Российской Федерации.
Административный центр — село Эмиссы.

## История
Статус и границы сельского поселения установлены Законом Республики Саха (Якутия) от 30 ноября 2004 года N 173-З N 353-III «Об установлении границ и о наделении статусом городского и сельского поселений муниципальных образований Республики Саха (Якутия)»

## Население
| 2002 | 2010 | 2011 | 2012 | 2013 | 2014 | 2015 |
| ---- | ---- | ---- | ---- | ---- | ---- | ---- |
| 645  | ↘597 | ↘596 | ↘594 | ↘571 | ↘563 | ↘557 |
| 2016 | 2017 | 2018 | 2019 | 2020 | 2021 |      |
| ↗570 | ↗576 | ↘565 | ↗569 | ↘557 | ↘556 |      |

## Состав сельского поселения
| № | Населённый пункт | Тип населённого пункта       | Население |
| - | ---------------- | ---------------------------- | --------- |
| 1 | Олом-Кюёле       | посёлок                      | ↘6        |
| 2 | Эмиссы           | село, административный центр | ↗599      |